# Lambach
Lambach es una comuna francesa situada en el departamento de Mosela, en la región de Gran Este.
El 70% del territorio comunal está ocupado por bosques y solo el 8.4% son áreas urbanizadas.

## Demografía
| 659 | 648 | 600 | 562 | 542 | 562 | 505 |
| Para los censos de 1962 a 1999 la población legal corresponde a la población sin duplicidades (Fuente: INSEE [Consultar]) |     |     |     |     |     |     |